# Спидграфер
«Спидграфер» (яп. スピードグラファー супи:до гурафа:, «Скоростной фотограф») — аниме-сериал, длительностью 24 серии, снятый студией Gonzo, транслировался на телеканале TV Asahi с апреля по октябрь 2005 года.

## Сюжет
Фотокорреспондент Сайга Тацуми, прославившийся своими фотографиями в ходе «Пузырьковой войны» глобализовавшей мировую экономику и увеличившей пропасть между бедными и богатыми, ведёт поиски некоего таинственного Клуба, где финансовая и политическая элита Японии предаётся разнообразным порокам, удовлетворяя свои самые низменные желания. Ему удаётся тайком пробраться в этот Клуб, он становится свидетелем странной церемонии предназначенной для VIP-членов клуба, но его раскрывают. Девушка необыкновенной красоты, находящаяся в трансе, которую члены клуба называют Богиней, целует Сайгу, наделяя его способностью уничтожать всё, что он фотографирует. Благодаря этой способности Сайге удаётся сбежать с Богиней в качестве заложника. Очнувшись от транса, девушка не понимает, где она находится, и как она здесь оказалась. Её имя — Кагура Тэннодзу, она дочь самой богатой женщины Японии, Синсэн Тэннодзу, главы Тэннодзу Груп. Управляющий Клуба, Тёдзи Суйтэнгу, является правой рукой Синсэн, помогая ей увеличивать и без того огромное богатство компании.
Хотя Кагура и родилась богатой, у неё нет главного — свободы, мать ненавидит её, морит голодом, а богатство Синсэн позволяет ей подкупить любого кто пытается помочь Кагуре. Однако Сайга безразличен к деньгам, и решает помочь Кагуре сбежать от Тэннодзу Груп. Постепенно их глазам открывается страшная правда о загнивающем с верхов обществе, о безграничной власти денег, о том, для чего была рождена Кагура и почему она обладает способностью превращать людей в Эйфорию — монстров с сверхчеловеческими способностями.
Они держатся вместе, и Сайга влюбляется в девочку. Кагура отвечает Сайге взаимностью, но оба понимают насколько опасно быть вместе в их положении. Пройдя все трудности, они разлучаются на 5 лет. Сайга от своих способностей слепнет и начинает фотографировать, будучи слепым. Кагура и Сайга вновь встречаются, когда неспокойное время закончилось и теперь уже ни для кого не секрет, каковы их чувства друг к другу.

## Список персонажей
Тацуми Сайга (яп. 雑賀辰巳 Сайга Тацуми)
Сэйю: Юдзи Такада
Кагура Тэннодзу (яп. 天王洲神楽 Тэнно:дзу Кагура)
Сэйю: Кэй Сайто
Тёдзи Суйтэнгу (яп. 水天宮寵児 Суйтэнгу Тё:дзи)
Сэйю: Тосиюки Морикава
Синсэн Тэннодзу (яп. 天王洲神泉 Тэнно:дзу Синсэн)
Сэйю: Гара Такасима
Хибари Гиндза (яп. 銀座ひばり Гиндза Хибари)
Сэйю: Такако Хонда
Гэмба Рёгоку (яп. 両国玄蕃 Рёгоку Гэмба)
Сэйю: Рикия Кояма